# بروک‌فیلد (رنفروشر)
بروک‌فیلد (به انگلیسی: Brookfield) یک روستا در بریتانیا است که در رنفروشر واقع شده‌است.